# Alecu Croitoru
Alexandru Gheorghe Croitoru (n. 8 decembrie 1933, Bogza, România – d. 2 decembrie 2017, București, România) a fost un regizor, profesor universitar, poet și actor român.
După absolvirea Școlii Normale „Vasile Lupu” din Iași, unde l-a cunoscut pe Nicolae Labiș, a urmat cursurile Institutului de Artă Teatrală și Cinematografică din București (actualul UNATC), debutând ca regizor în 1964 cu pelicula Merii Roșii.
A fost membru de onoare al Uniunii Autorilor și Realizatorilor de Film din România (UARF), membru al Academiei "Tiberina" din Roma, al Comitetului Internațional pentru Difuzarea Artelor și Literelor prin Cinematograf (CIDALC), al Uniunii Cineaștilor din România (UCIN).
Profesor universitar de Artă a Regiei de Film și Televiziune în cadrul Universității Hyperion din București, a pregătit zeci de promoții de regizori, operatori și actori. 
Activitatea sa a fost recompensată cu mai multe premii și distincții între care: Premiul pentru cel mai bun film artistic de scurtmetraj la Festivalul Internațional al Filmului de la Spindleruv Mlyn - Cehoslovacia, 1969; "Premiul CIDALC pentru cel mai bun film de folclor" și medalia "Casa de Portugal" la Festivalul Filmului Muzical și de Dans de la Menton, 1971; Diploma de Onoare pentru calități artistice la Festivalul Internațional al Filmelor Premiate, Vienala, 1973; Premiul special al Juriului la Festivalul Internațional al Filmului - Sibiu, 1993.
În decembrie 2008, Alecu Croitoru a fost omagiat la Sala Eforie din București, ocazie cu care a primit și titlul de cetățean de onoare al comunei natale Sihlea.
A murit la 2 decembrie 2017, la vârsta de 83 de ani.

## Filmografie

### Regizor
- Viața nu iartă (1959) - asistent de regie
- Doi vecini (1959) - asistent de regie
- Setea (1961) - regizor secund
- Aproape de soare (1961) - asistent de regie
- Neamul Șoimăreștilor (1965) - regizor secund
- Golgota (1966) - regizor secund
- Vârstele omului (1968)
- Anotimpul mireselor (documentar, 1970)
- Der Seewolf sau Lupul mărilor (cu Wolfgang Staudte și Sergiu Nicolaescu, 1971)
- Răzbunarea (cu Wolfgang Staudte, 1972)
- Al treilea salt mortal (1980)
- Am o idee!... (1981)
- Miezul fierbinte al pâinii (1983)
- Căutătorii de aur (cu Sergiu Nicolaescu, 1986)
- Viața, ca o poveste (cu Costache Ciubotaru, 1987)

### Actor
- Aproape de soare (1961)
- Merii sălbatici (1964)
- Vîrstele omului (1969)
- Der Seewolf (1971)
- Răzbunarea (1972) - coproducție româno-germană, coregizor cu Wolfgang Staudte
- Păcală (1974)
- Miezul fierbinte al pâinii (1983)
- Secretul lui Bachus (1984)
- Sosesc păsările călătoare (1985)
- Căutătorii de aur (1986)
- Viața, ca o poveste (1987)
- Secretul lui Nemesis (1987)
- Milionari de weekend (2004)
- Iubire elenă (2012)